# Desmidium
Desmidium  là một chi Song tinh tảo trong họ Desmidiaceae.